# 绿喉蜂虎
绿喉蜂虎（学名：Merops orientalis）为蜂虎科蜂虎属的鸟类。该物种的模式产地在印度。其种加词“orientalis”意为“东方的”。

## 保护
- 中国国家重点保护动物等级：二级

## 亚种
- 绿喉蜂虎云南亚种（学名：Merops orientalis ferrugeiceps）。在中国大陆，分布于云南等地。该物种的模式产地在云南和缅甸。[2]